# Liste der Bodendenkmale in Hohenselchow-Groß Pinnow
In der Liste der Bodendenkmale in Hohenselchow-Groß Pinnow sind alle Bodendenkmale der brandenburgischen Gemeinde Hohenselchow-Groß Pinnow und ihrer Ortsteile aufgelistet. Grundlage ist die Veröffentlichung der Landesdenkmalliste mit dem Stand vom 31. Dezember 2020.
Die Baudenkmale sind in der Liste der Baudenkmale in Hohenselchow-Groß Pinnow aufgeführt.

## Bodendenkmale
| Gemarkung                      | Flur           | Kurzansprache | Bodendenkmalnummer | Bemerkung | Bild |
| ------------------------------ | -------------- | --- | ------------------ | --------- | ---- |
| Hohenselchow (Lage)            | 4              | Einzelfund deutsches Mittelalter, Gräberfeld Eisenzeit                                                                             | 140485             |           |      |
| Hohenselchow (Lage)            | 2, 4, 5, 9, 10 | Siedlung Neuzeit, Siedlung deutsches Mittelalter, Produktionsstätte Eisenzeit, Siedlung Eisenzeit, Siedlung slawisches Mittelalter | 140549             |           |      |
| Hohenselchow (Lage)            | 6              | Siedlung Bronzezeit, Siedlung Neolithikum, Siedlung slawisches Mittelalter                                                         | 140587             |           |      |
| Hohenselchow (Lage)            | 5              | Gräberfeld Bronzezeit | 141047             |           |      |
| Groß Pinnow (Lage)             | 6              | Siedlung Ur- und Frühgeschichte, Einzelfund Neolithikum                                                                            | 140438             |           |      |
| Groß Pinnow, Hohenfelde (Lage) | 4 ,4           | Siedlung deutsches Mittelalter, Siedlung Neuzeit                                                                                   | 140588             |           |      |